# Рік та Морті
«Рік та Морті» (англ. Rick and Morty) — американський анімаційний телесеріал, створений Деном Гармоном і Джастіном Ройландом, прем'єра якого відбулася 2 грудня 2013 року на програмному блоці Adult Swim на телеканалі Cartoon Network. Ройланд озвучив головних персонажів: Ріка, божевільного вченого, та його онука Морті.
Після показу першого сезону у грудні 2013 була перерва майже у два роки, другий сезон вийшов у липні 2015 року. Першу серію третього сезону Adult Swim випустили 1 квітня 2017 без анонсу. Наступні сезони виходили вже регулярно.

## Сюжет
Мультсеріал обертається навколо пригод членів сім'ї Смітів, до складу якого входять батьки Джеррі та Бет, їхні діти Саммер і Морті, та батько Бет — Рік Санчес. За словами Джастіна Ройленда, родина живе за межами міста Сіетл, штат Вашингтон. Пригоди Ріка і Морті зосереджені на подорожах у паралельних світах, куди Рік може переміщуватися завдяки своєму винаходу — портальній гарматі.
Рік, ексцентричний вчений і алкоголік, нещодавно переїхав жити до доньки. Він проводить більшість часу за створенням винаходів та подорожує паралельними світами, що спершу приховує від родини. Одного разу, після пиятики та депресії, Рік бере з собою Морті і надалі такі подорожі відбуваються регулярно, що створює проблеми для Морті в школі й удома. Починаючи з другого сезону компанію Ріку складають також інші члени сім'ї, сестра Морті — Саммер, та його батьки Джеррі та Бетті.

## Персонажі

Рік

### Головні
- Рік Санчез (у сезонах 1-6 озвучив Джастін Ройланд, з 7 сезону озвучив Іан Кардоні) — геніальний вчений, але при цьому алкоголік, скептик і цинік. Батько матері Морті — Бетті, в будинок якої переїхав після тривалої відсутності та облаштував у гаражі лабораторію. Після повернення почав активно подорожувати разом з онуком паралельними світами і космосом, часто в таємниці від решти сім'ї. Рік обізнаний в особливостях численних місць і навіть нажив собі ворогів в інших світах.
- Морті Сміт (у сезонах 1-6 озвучив Джастін Ройланд, з 7 сезону озвучив Гаррі Белден) — 14-річний онук Ріка. На початку добродушний і нерішучий, він легко піддається впливу Ріка, який завжди вплутує його у різноманітні небезпечні ситуації та використовує під приводом «дуже важливого завдання». Морті часто панікує, зустрівшись з небезпеками, проте кілька разів і рятував Ріка.
- Джеррі Сміт (озвучив Кріс Парнелл) — батько Морті, який негативно ставиться до впливу Ріка на його сина. Шлюб Джеррі не дуже стабільний, причиною чого є його погані відносин зі своїм тестем.
- Бетті Сміт (озвучила Сара Чок) — дочка Ріка, мати Морті, і дружина Джеррі. Працює кардіохірургом коней. Бувши врівноваженою і напористою, їй доводиться боротися з его її чоловіка, яке процвітає всупереч його посередності.
- Саммер Сміт (озвучила Спенсер Греммер) — старша сестра Морті, звичайніший підліток ніж її молодший брат. Цінує свій імідж і постійно ходить зі своїм стільниковим телефоном.

### Другорядні
- Джессіка (озвучила Керв Волгрен) — приваблива дівчинка, яка вчиться разом з Морті в математичному класі. Часто не помічає Морті.
- Ґолденфольд (озвучив Брендон Джоунс) — учитель Морті в математичному класі.
- Директор Піхва (озвучив Філ Гендрі) — директор Гаррі-Герпсонської старшої школи.
- Бред (озвучив Еко Келлам) — учень Гаррі-Херпсонської старшої школи.
- Кертіс (озвучив Кіт Девід) — Президент США.
- Людина-птах (озвучив Ден Гармон) — з'являється в останній серії першого сезону, двічі в другому сезоні. Найкращий друг Ріка.
- Злий Морті (озвучив Джастін Ройланд) — можливий головний антагоніст мультсеріалу. Геніальна версія Морті, що ненавидить Ріків з усіх світів і котрий став президентом Цитаделі Ріків, яку пізніше перейменував на Цитадель Морті та Ріків. Можливо є оригінальним Морті Ріка світу C-137.

### Інколи з'являлись
- Страшний Террі — Фредді Крюгер всесвіту Ріка і Морті, герой «сну уві сні уві сні». Нецензурно висловлюється після кожної фрази, навіть звертаючись до своєї дитини та дружини.
- Ґуґнявчик — песик родини Сміт, який, завдяки Рікові, придбав розум і здійняв собаче повстання. Портрет Снаффлза можна побачити в будинку Смітів.
- Пан Дуркогепель — з'являвся в 4 серії другого сезону. Імовірно був інопланетним паразитом, однак в кінці з'ясовується, що це не так. З'являється також в кінці другого сезону, розповідаючи про підготовку третього.

## Створення
У 2006 році Джастін Ройланд намалював нібито новий офіційний мультсеріал про пригоди героїв фільму «Назад у майбутнє» — Дока Брауна і Марті Мак-Флая, що був насправді гротескною пародією. Пізніше ці персонажі стали жити своїм життям, відокремившись від своїх прообразів. Автор перейменував їх в Ріка та Морті, і зробив самостійний серіал (в якому відчувається вплив відомої трилогії).

## Сезони
| Сезон | Епізоди | Епізоди | Оригінальний показ | Оригінальний показ |
| Сезон | Епізоди | Епізоди | Перший показ       | Останній показ     |
| ----- | ------- | ------- | ------------------ | ------------------ |
| 1     | 11      | 11      | 2 грудня 2013      | 14 квітня 2014     |
| 2     | 10      | 10      | 26 липня 2015      | 4 жовтня 2015      |
| 3     | 10      | 10      | 1 квітня 2017      | 1 жовтня 2017      |
| 4     | 10      | 10      | 10 листопада 2019  | 31 травня 2020     |
| 5     | 10      | 10      | 20 червня 2021     | 5 вересня 2021     |
| 6     | 10      | 10      | 4 вересня 2022     | 11 грудня 2022     |
| 7     | 10      | 10      | 15 жовтня 2023     | 17 грудня 2023     |

## Оцінки й відгуки
«Рік та Морті» має 95 % схвальних рецензій від критиків і 87 % від пересічних глядачів на Rotten Tomatoes.
Еліс Вакс у Collider писала — в серіалі впродовж сезонів зберігається хороша анімація та є багато емоційних сцен. Відзначалося, що він має насичену сюжетну лінію, тому «Ріка та Морті» варто дивитися послідовно. Та якщо глядача зацікавить один епізод, він дивитиметься і наступні.
Згідно з Емілі Ешбі з Common Sense Media, «Рік та Морті» в декораціях фантастики про паралельні світи показує смішну комедію про погані сімейні стосунки. Очевидно, що серіал не розрахований для дітей і сумнівно чи придатний для підлітків через свою нестримну сексуальність і насильство. З іншого боку, дорослі знайдуть чимало цікавого в химерних пригодах героїв.
Як писав Ніл Гензлінгер у The New York Times, серіал передусім вирізняється тим, що показує нетипову історію про поганого дідуся, якого супроводжує нерішучий і зазвичай наляканий онук. І хоча це не є гарним прикладом і «Мудрість Ріка може бути під сумнівом, але ви повинні захоплюватися його прямотою».